# Томас Брінкманн (хокеїст на траві)
Томас Брінкманн (нім. Thomas Brinkmann, 5 січня 1968) — німецький хокеїст на траві.
Срібний призер Олімпійських Ігор 1988 року.